# Bonner Springs (Kansas)
Bonner Springs est une ville des comtés de Johnson, Leavenworth et Wyandotte, situé dans le Kansas, aux États-Unis. Sa population s’élevait à 7 314 habitants lors du recensement de 2010.
Elle fait partie d'une fédération de villes (Unified Government) centrée autour de Kansas City, et comprenant également Edwardsville.

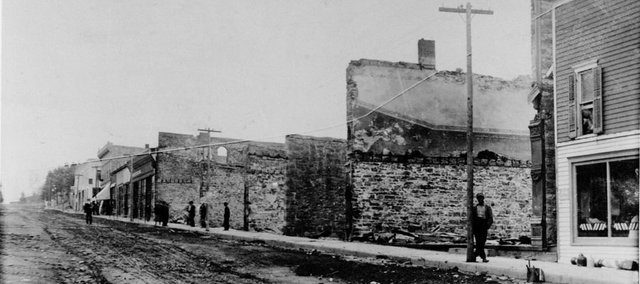
Des citoyens se promènent sur Oak Street, regardant les bâtiments incendiés après l'incendie d'octobre 1908